# Carnozină
Carnozina (IUPAC: β-alanil-L-histidină) este o dipeptidă formată din beta-alanină și histidină. Se regăsește în țesuturile musculare și este un compus cu rol antioxidant. Poate chelata ioni metalici divalenți.